# Eva Alcón
Eva Alcón Soler (Castellón de la Plana, 21 de enero de 1963), catedrática de Filología Inglesa de la Universitat Jaume I, rectora de esta universidad desde 2018 y presidenta de la CRUE desde junio de 2023.

## Biografía
Catedrática de Filología Inglesa en el Departamento de Estudios Ingleses de la Universitat Jaume I y directora del grupo de investigación "Applied Linguistics to the Teaching of the English Language" (LAELA). Sus principales líneas de investigación se centran en la adquisición de la lengua inglesa como segunda/tercera lengua, publicando numerosos artículos de investigación alrededor de estos temas, en revistas de ámbito nacional e internacional. A nivel de gestión universitaria ha sido vicedecana de Filología Inglesa (1999-2001), vicerrectora de ordenación académica y estudiantes (2001-2006) y vicerrectora de cooperación internacional (2006-2010). 
En 2015, el candidato del Partit Socialista del País Valencià-PSOE (PSPV-PSOE) a la presidencia de la Generalitat Valenciana Ximo Puig la propuso como número dos para la circunscripción electoral de Castellón, encabezada por el mismo Puig. Fue elegida diputada a las Cortes Valencianas en 2015, y en 2017 presentó su renuncia para dedicarse de nuevo a la universidad.
En 2018 fue elegida rectora de la Universitat Jaume I con una participación récord, convirtiéndose en la primera mujer en ocupar este cargo en la historia de esta universidad.
En 2023 fue elegida presidenta de la CRUE, segunda mujer en ocupar este cargo.

## Obra
- Bases Lingüístiques i Metodològiques per a l'ensenyament de la Llengua Anglesa (2002)
- Learning how to Request in an Instructed Language Learning Context (Peter Lang, 2008)
- Intercultural Language Use and Language Learning, Teaching and Testing (Multilingual Matters 2008)
- Intercultural Language Use and Language Learning (Springer, 2007)
- Investigating Pragmatics in Foreing language Learning, Teaching and Testing (Multilingual Matters 2008)
- Pragmatic variation in British and international English language users’ E-mail communication: A focus on requests (Revista Española de Lingüística Aplicada, 2013)
- Teachers’ perceptions of email requests: insights for teaching pragmatics in study abroad contexts (Cambridge Scholars Publishing, 2015)
- Instruction and pragmatic change during study abroad email communication (Innovation in Language Learning and Teaching, 2015)
- Pragmatic Development During Study Abroad: An Analysis of Spanish Teenagers’ (Request Strategies in English Emails, 2017)